# Desnes
Desnes é uma comuna francesa na região administrativa de Borgonha-Franco-Condado, no departamento de Jura. Estende-se por uma área de 9,06 km². Em 2010 a comuna tinha 488 habitantes (densidade: 53,9 hab./km²).